# 현생 인류의 다지역 기원

다지역 기원설에서 주장되는 내용을 그래프로 개략한 것.

현생인류의 다지역 기원설(Multiregional origin of modern humans), 단순히 다지역 기원설(Multiregional evolution, MRE)은 인류가 호모 에렉투스가 전세계로 퍼진 뒤, 제각각 제 지역에서 현생 인류로 진화해 나갔다는 이론이다. 흔히 자바 원인, 베이징 원인, 네안데르탈인 등을 호모 에렉투스가 각 지역에서 변화한 '고인류'의 대표적 예시로 든다.
그러나 현대에는 인류 미토콘드리아 DNA와 Y 염색체에 따른 가장 최근의 공통 선조를 추적하는 유전학적 연구를 통해 아프리카 기원설이 일반적으로 지지받게 되면서 소수설이 되어 있다. 다만 네안데르탈인과 데니소바인과 현생 인류 사이에 제한적이나마 혼혈이 이루어졌던 것은 사실로 밝혀졌다.

## 같이 보기
- 현생인류의 아프리카 기원설
- 구인류와 현생인류의 혼혈